# (14067) 1996 GY17
A (14067) GY17 a Naprendszer kisbolygóövében található aszteroida. Eric Walter Elst fedezte fel 1996. április 15-én.

## Kapcsolódó szócikk
- Kisbolygók listája (14001–14500)